# Giado
Giado o Jadu (in arabo جادو, Jādū, in berbero: Jadu) è una cittadina della Libia, situata sulla catena montuosa del Gebel Nefusa, nel distretto di al-Jabal al-Gharbi, appartenente alla regione storica della Tripolitania. La popolazione è di circa 11.500 abitanti.

## Storia
Durante la seconda guerra mondiale la cittadina di Giado fu sede di un campo di concentramento gestito dall'esercito italiano. Nel 1942 circa 2000 ebrei furono rastrellati in tutta la Libia e inviati in questa località. Tra il 1942 e il 1943 persero la vita più di 560 tra uomini, donne e bambini di origine ebraica, dati che fanno di Giado il lager italiano con il maggior numero di vittime.
Secondo la ricostruzione dello scrittore Eric Salerno, basate sulle testimonianze dei sopravvissuti, nel 1943 arrivò l'ordine di uccidere tutti gli internati nel campo, che tuttavia non fu mai eseguito.